# Stuart Rogers
Pour les articles homonymes, voir Rogers.
Stuart Rogers, né en 1982, est un nageur sud-africain.

## Carrière
Stuart Rogers est médaillé d'or du 400 mètres quatre nages et du relais 4 x 100 mètres quatre nages, médaillé d'argent du 100 et 200 mètres dos ainsi que du relais 4 x 100 mètres nage libre et médaillé de bronze du 50 mètres dos aux Championnats d'Afrique de natation 2006 à Dakar.